# Енн Байденс
Енн Байденс (англ. Anne Buydens; уроджена Hannelore Marx, нар. 23 квітня 1919, Ганновер — 29 квітня 2021) — американська благодійниця, продюсерка та епізодична актриса. Вона є членом Міжнародного списку найкраще вдягнутих з 1970 року. Дружина Кірка Дугласа. Мачуха Майкла Дугласа.

## Раннє життя
Байденс народилася в Ганновері, Німеччина. У ранньому підлітковому віці її родина емігрувала до Бельгії, де вона стала громадянкою Бельгії. Байденс продовжила освіту там і в Швейцарії, перш ніж переїхати до Парижа. Вона працювала, серед іншого помічником режисера Джона Г'юстона у фільмі Мулен Руж (1952).
2019 року їй виповнилося 100 років.

## Особисте життя
У 1953 році в Парижі під час зйомок фільму вона познайомилася з Кірком Дугласом. 29 травня 1954 року Байденс одружилася з Кірком Дугласом. У неї від нього двоє синів: Пітер (народився 23 листопада 1955, Лос-Анджелес) та Ерік (21 червня 1958 — 6 липня 2004). Байденс навернулася до іудаїзму, коли вона оновила свої весільні обітниці з Дугласом у 2004 році. Вона стала громадянкою Сполучених Штатів у 1959 році.